# Cirugía craneofacial
Cirugía craneofacial es una subespecialidad quirúrgica de la cirugía plástica, otorrinolaringología y cirugía de cabeza y cuello, y cirugía oral y maxilofacial que se ocupa de las deformidades congénitas y adquiridas de la cabeza, cráneo, cara, cuello, mandíbulas y estructuras asociadas. Aunque el tratamiento craneofacial menudo implica la manipulación de los huesos, la cirugía craneofacial no es específica en tejido, es decir, los cirujanos craneofaciales pueden llegar a intervenir hueso, piel, nervios, músculos, dientes, etc.
Defectos normalmente tratados por cirujanos craneofaciales incluyen craneosinostosis (aislado y sindrómico), fisuras craneofaciales raras, secuelas agudas y crónicas de las fracturas faciales, labio leporino y paladar, micrognatia, Síndrome de Treacher Collins, Síndrome de Apert, Síndrome de Crouzon, microsomía hemifacial y muchos otros.
La formación en cirugía craneofacial generalmente consiste en una beca quirúrgica de 1 año después de completado una residencia en cualquiera de las siguientes: cirugía plástica, cirugía oral y maxilofacial u otorrinolaringología.

## Craneosinostosis

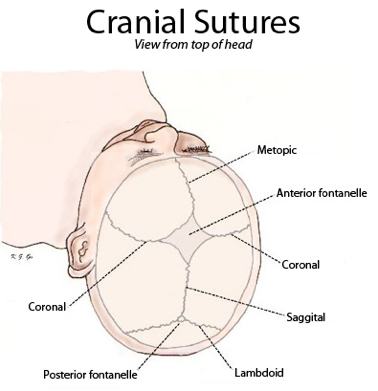
Fig. 1 suturas Craneales vistas desde arriba.

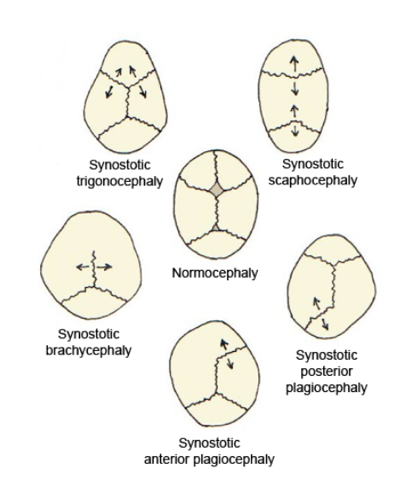
Fig. 2 Deformaciones craneales asociadas a una estructura sinostósica

Los huesos del cráneo humano están unidos entre sí mediante suturas craneales (figura 1). El fontanel anterior es donde la sutura metópica, la sagital y la coronal se unen. Normalmente las suturas se fusionan gradualmente en los primeros años después del nacimiento. En los bebés, donde una o más de las suturas se unen demasiado pronto el crecimiento del cráneo está restringido, lo que resulta en mecanismos de compensación que causan los patrones de crecimiento irregulares. El crecimiento en el cráneo es perpendicular a las suturas. Cuando una sutura se fusiona demasiado temprano, el crecimiento perpendicular a la sutura está restringido, y el crecimiento del hueso cerca de las otras suturas será estimulado, causando una forma anormal de la cabeza. El cerebro en expansión es el estímulo principal para el rápido crecimiento del cráneo en los primeros años de la vida. El potencial de crecimiento inhibido del cráneo puede restringir el volumen, necesario para el cerebro. En los casos en los que la compensación no proporciona eficazmente el suficiente espacio para el cerebro en desarrollo, resulta en una craneosinostosis la cual es el aumento de presión itracranea.
La craneosinostosis se llama simple cuando solo una sutura está involucrada, y es compleja cuando dos o más suturas están involucradas. Puede ocurrir como parte de un síndrome o como un defecto aislado.
Hay varias clasificaciones de las deformidades del cráneo humano, vamos a discutir por orden de prevalencia.

### Escafocefalia
En la escafocefalia la sutura sagital se fusiona prematuramente. La sutura sagital se extiende desde la parte delantera a la parte posterior de la cabeza. La forma de esta deformidad es una larga cabeza estrecha, como un barco (skaphe griego, "barco de la luz o skiff"). La incidencia de escafocefalia es de 2.8 por cada 10 000 nacimientos en los Países Bajos y, por tanto, es la forma más común de la craneosinostosis.

### Trigonocefalia
En la trigonocefalia la sutura metópica se fusionó prematuramente. La sutura metópica se encuentra en la línea media de la frente. La fusión prematura de esta sutura hace que la frente se haga puntiaguda, dando a la cabeza una forma triangular cuando se ve desde arriba (trígono griego, "triángulo"). La incidencia de trigonocefalia es 1-1.9 por 10 000 nacimientos en los Países Bajos.

### Plagiocefalia
En las plagiocefalias una de las suturas coronales se fusiona prematuramente. Las suturas coronales corren sobre la parte superior de la cabeza, justo en frente de las orejas. La forma de esta deformidad es una distorsión asimétrica (aplanamiento de un lado de la cabeza) como se puede ver en la figura 2. La incidencia es de 1 en 10 000 nacimientos.

### Braquiocefalia
En una braquiocefalia ambas suturas coronales se fusionan prematuramente. La forma de esta deformidad es una cabeza de ancho y alto. La incidencia al nacer es de 1/20 000.

## Procedimientos quirúrgicos

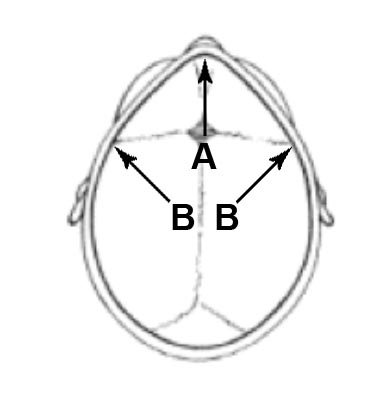
Fig. 3 Ubicaciones de las incisiones utilizadas en avance fronto supraorbital.

En los casos en que la frente está involucrada (trigonocefalia y plagiocefalia), una técnica llamada avance front-supraorbital se utiliza para corregir la forma de la cabeza. El procedimiento se realiza a una edad temprana con el fin de proporcionar el cerebro con suficiente espacio para crecer y evitar un mayor crecimiento anormal del cráneo. El avance fronto-orbital literalmente significa mover la parte frontal del cráneo, incluidas las cuencas de los ojos hacia adelante. Una sección del cráneo, que van desde las suturas coronales a las cuencas de los ojos se corta y afloja con el fin de corregir la forma del cráneo. La incisión se corta en forma de zigzag de oreja a oreja para que el pelo cubra la cicatriz y hacerla menos visible. La incisión se realiza sólo en el hueso, dejando las meninges subyacentes intactas. La mitad superior de las cuencas de los ojos se corta y afloja. Una vez que la sección de la cuenca del ojo ha sido cortada y aflojada, se hace una incisión vertical en la línea media, y toda la sección de la cuenca del ojo se dobla hacia el exterior con el fin de corregir la forma puntiaguda de la frente. Debido a que la sección es ahora demasiado amplia, una cuña necesita ser cortada a cada lado para permitir que la sección encaje en el cráneo. La Figura 4 muestra las secciones que se aflojan y se ajustan, y en la figura 3 se muestra la ubicación de la incisión vertical (flecha A) y las dos cuñas (flecha B).
En una escafocefalia la sutura sagital se fusiona prematuramente, evitando que el cráneo crezca perpendicularmente a la sutura. Así, la cabeza se vuelve muy estrecha y larga. Si una escafocefalia se diagnostica dentro de 4 a 5 meses después del nacimiento, se puede corregir con un procedimiento relativamente sencillo mediante el cual la sutura sagital se vuelve a abrir quirúrgicamente. Una vez que la sutura se ha abierto los segmentos óseos serán capaces de crecer de nuevo y la cabeza puede recuperar su forma normal. Esta operación sólo se realiza en pacientes menores de cinco meses de edad con escafocefalia. Esto es debido al hecho de que los segmentos de hueso sólo tienen la capacidad de adaptarse tan severamente cuando se realiza la operación a esta temprana edad. Una escafocefalia que se diagnostica y se trata más adelante en la vida requiere una más amplia operación secundaria que la de una que se trata antes de cinco meses.

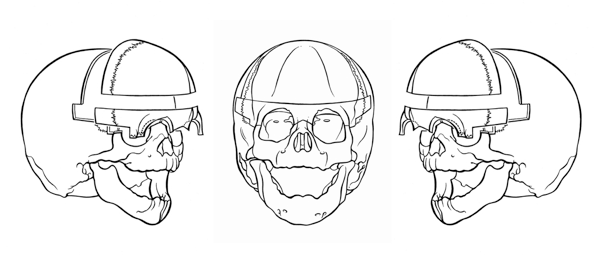
Fig. 4 Segmentos óseos que se eliminan en el progreso fronto supraorbital

## Consideraciones éticas
El Centro Hastings, un destacado instituto de investigación bioética, llevó a cabo un proyecto llamado "quirúrgicamente Niños Shaping". El proyecto produjo un volumen editado (Parens, 2006), que considera la cirugía reconstructiva en niños con anomalías craneofaciales, genitales ambiguos, y la acondroplasia.